# Duffy Power
Duffy Power, geboren als Ray Howard  (Fulham, 9 september 1941 – 19 februari 2014), was een Britse blues- en popzanger. Hij was een van de artiesten die Larry Parnes onder contract had.

## Biografie
Parnes ontdekte de 17-jarige Ray Howard bij een talentenjacht in 1959. Hij contracteerde hem en gaf hem de naam Duffy Power. Power had matig succes met coverversies van bekende nummers zoals Dream Lover en Ain't She Sweet. Er wordt echter gezegd dat zijn show indrukwekkend was.
Power raakte bevriend met twee collega's van de Parnes-stal, Billy Fury en Dickie Pride, die soms ook samen woonden. In 1961 verliet Power Parnes na een geschil. Het succes stagneerde, Power probeerde zelfs een zelfmoordpoging met gas. In een club hoorde Power de muziek waaraan hij zich in de toekomst zou wijden: de blues. Met Ginger Baker, Jack Bruce en John McLaughlin voegde hij zich bij Graham Bond. In 1963 hadden ze een hit met het Beatles-nummer I Saw Her Standing There. Solo was Power succesvol met Tired, Broke and Busted. Hij nam ook op met Alexis Korners Blues Incorporated. 1968 was een ander dieptepunt in zijn carrière. Power had te maken met psychische problemen. Tijdens de jaren 1970 en 1980 ging het op en neer. Power schreef songs en filmmuziek en was betrokken bij The Party Album van Alexis Korner (1978). In 1992 werd het album Blues Power uitgebracht, een overzicht uit de carrière van Duffy Power die meer dan 30 jaar omvat.

## Overlijden
Duffy Power overleed in februari 2014 op 72-jarige leeftijd.
- Gemeinsame Normdatei: 13507231X
- International Standard Name Identifier: 0000 0000 4165 161X
- Library of Congress Control Number: no98033853
- MusicBrainz: 98f3e3ad-858e-49a7-a577-785e927d4602
- Virtual International Authority File: 84149106194868491541